# Prix du Luxembourg
Prix du Luxembourg är ett travlopp för 5-10-åriga varmblodstravare som körs på Vincennesbanan i Paris i Frankrike sista lördagen i januari varje år under det franska vintermeetinget. Det är huvudloppet under tävlingsdagen innan världens största travlopp Prix d'Amérique körs och loppet brukar därför vara särskilt uppmärksammat och locka många besökare.
Loppet har körts varje år sedan 1980. Det är ett Grupp 3-lopp, det vill säga ett lopp av tredje högsta internationella klass. Loppet körs över distansen 2100 meter med autostart. Förstapris är 49 500 euro.

## Vinnare
| År   | Häst               | Land      | Efter              | Kusk                      | Tränare                   | Tid    |
| ---- | ------------------ | --------- | ------------------ | ------------------------- | ------------------------- | ------ |
| 2025 | Inexess Bleu       | Frankrike | Vittel de Brevol   | Alexandre Abrivard        | Laurent-Claude Abrivard   | 1'10"3 |
| 2024 | Face Time          | Frankrike | Coktail Jet        | Gabriele Gelormini        | Matthieu Abrivard         | 1'10"5 |
| 2023 | Beads              | Frankrike | Archangel          | Jean-Michel Bazire        | Jean-Michel Bazire        | 1'10"2 |
| 2022 | Elie de Beaufour   | Frankrike | Royal Dream        | Jean-Michel Bazire        | Jean-Michel Bazire        | 1'10"4 |
| 2021 | Dorgos de Guez     | Frankrike | Romcok de Guez     | Jean-Michel Bazire        | Jean-Michel Bazire        | 1'10"9 |
| 2020 | Anzi Des Liards    | Frankrike | Look de Star       | Romain Derieux            | Romain Derieux            | 1'10"9 |
| 2019 | Cleangame          | Frankrike | Ouragan de Celland | Jean-Michel Bazire        | Jean-Michel Bazire        | 1'10"8 |
| 2018 | Urlo dei Venti     | Italien   | Mago d'Amore       | Enrico Bellei             | Gennaro Casillo           | 1'10"6 |
| 2017 | Aubrion du Gers    | Frankrike | Memphis du Rib     | Jean-Michel Bazire        | Jean-Michel Bazire        | 1'11"4 |
| 2016 | Trébol             | Spanien   | Hot Blues          | Gabriel Angel Pou Pou     | Gabriel Angel Pou Pou     | 1'12"1 |
| 2015 | On Track Piraten   | Sverige   | Kool du Caux       | Erik Adielsson            | Hans R. Strömberg         | 1'12"2 |
| 2014 | Turbo Jet          | Frankrike | Joyau d'Amour      | Jean-Étienne Dubois       | Jean-Étienne Dubois       | 1'11"8 |
| 2013 | Triode de Fellière | Frankrike | Derby du Gîte      | Jean-Michel Bazire        | Jean-Paul Marmion         | 1'11"2 |
| 2012 | Yarrah Boko        | Sverige   | Coktail Jet        | Franck Nivard             | Trond Anderssen           | 1'11"5 |
| 2011 | Rapide Lebel       | Frankrike | Ginger Somolli     | Éric Raffin               | Sébastien Guarato         | 1'10"8 |
| 2010 | Ismos FP           | Italien   | Uronometro         | Jean-Michel Bazire        | Fabrice Souloy            | 1'11"3 |
| 2009 | Orlando Sport      | Frankrike | Hand du Vivier     | Sébastien Baude           | Roger Coueffin            | 1'11"9 |
| 2008 | Improve As         | Sverige   | Tagliabue          | Franck Nivard             | Fabrice Souloy            | 1'11"5 |
| 2007 | Exploit Caf        | Italien   | Toss Out           | Jean-Michel Bazire        | Fabrice Souloy            | 1'11"  |
| 2006 | Judoka Royal       | Frankrike | Coktail Jet        | Alain Laurent             | Alain Laurent             | 1'12"4 |
| 2005 | Kuza Viva          | Frankrike | Uzo Charmeur       | Stéphane Levoy            | Paul Viel                 | 1'12"  |
| 2004 | Alesi OM           | Italien   | Waikiki Beach      | Giampaolo Minnucci        | Jori Turja                | 1'12"2 |
| 2003 | Jasoda             | Frankrike | Voici du Niel      | Geert Lannoo              | Arsène Lannoo             | 1'12"6 |
| 2002 | Egon Lavec         | Sverige   | Navaki             | Lutfi Kolgjini            | Lutfi Kolgjini            | 1'13"2 |
| 2001 | Solar Effe         | Italien   | Napoletano         | Pietro Gubellini          | Edoardo Gubellini         | 1'13"  |
| 2000 | Fan Idole          | Frankrike | Le Ham             | Richard-William Denechère | Richard-William Denechère | 1'13"5 |
| 1999 | Euro Ringeat       | Frankrike | Seigneur Ringeat   | Pierre Vercruysse         | Theophile Loncke          | 1'13"6 |
| 1998 | Hiosco du Vivier   | Belgien   | Park Ridge Lobell  | Joseph Verbeeck           | Alphonse Vanberghen       | 1'14"3 |
| 1997 | Dresden            | Frankrike | Tarass Boulba      | Jean-Étienne Dubois       | Jean-Étienne Dubois       | 1'13"3 |
| 1996 | Abricot du Laudot  | Frankrike | Nicos du Vivier    | Jacques-Henri Treich      | Jacques-Henri Treich      | 1'14"2 |
| 1995 | Activity           | Sverige   | Active Bowler      | Anders Lindqvist          | Bengt Hansson             | 1'13"9 |